# Tahirou Congacou
Tahirou Congacou (* 1913; † 1994) war 1965 kurzzeitig Staatsoberhaupt von Dahomey, dem heutigen Benin.

## Leben
Nach dem Rücktritt des Präsidenten Sourou-Migan Apithy übernahm Congacou am 29. November 1965 in seiner Eigenschaft als Parlamentspräsident das Amt des Staatsoberhaupts. Am 22. Dezember 1965 übernahm der Generalstabschef, General Christophe Soglo selber das Amt, bis er am 19. Dezember 1967 durch einen Putsch gestürzt wurde.
Nach dem Kurswechsel hin auf ein Mehrparteiensystem durch den seit 1972 autoritär regierenden Präsidenten Mathieu Kérékou wurde am 9. März 1990 ein Rat (Haut Conseil pour la République) als provisorisches oberstes Organ der Legislative gebildet. Diesem Rat gehörten neben Congacou auch die anderen Ex-Präsidenten Hubert Maga, Justin Ahomadégbé und Émile Derlin Zinsou an. Die Übergangsphase endete am 4. April 1991 mit dem Amtsantritt des gewählten Präsidenten Nicéphore Dieudonné Soglo.
| Personendaten    | Personendaten                |
| ---------------- | ---------------------------- |
| NAME             | Congacou, Tahirou            |
| KURZBESCHREIBUNG | beninischer Präsident (1965) |
| GEBURTSDATUM     | 1913                         |
| STERBEDATUM      | 1994                         |